# Turkestan oriental

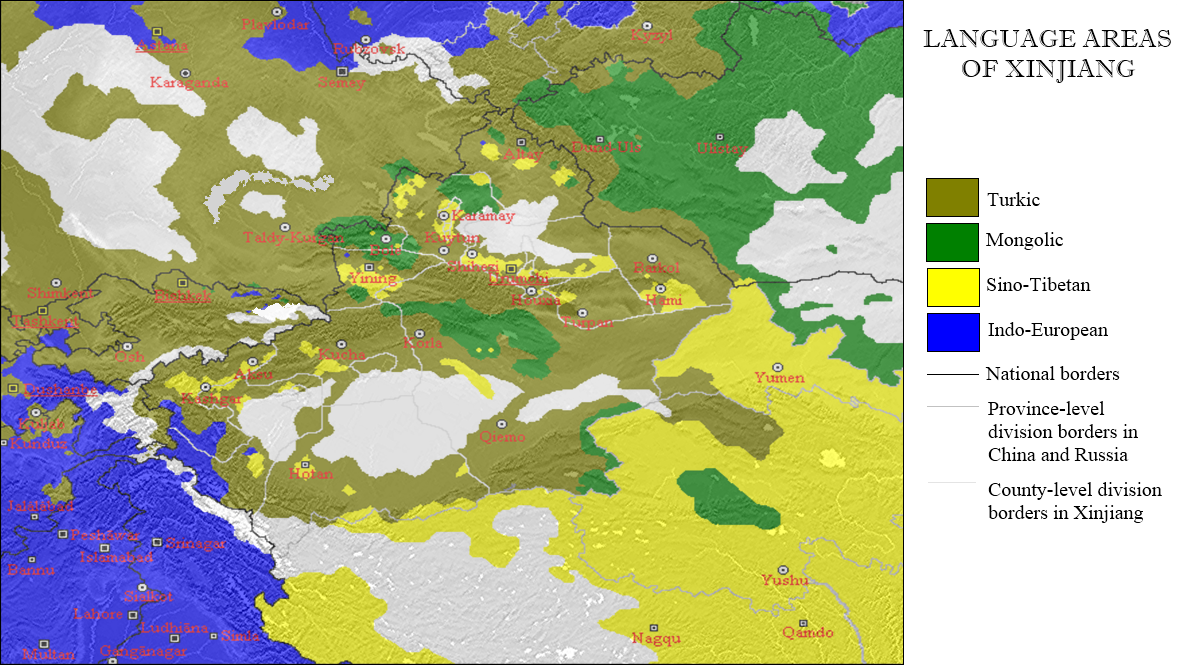
Les groupes linguistiques du Turkestan oriental : langues turques, mongoles, sino-tibétaines, et indo-européennes.

Drapeau du Mouvement d'indépendance du Turkestan oriental.

Le Turkestan oriental (en ouïghour : شەرقىي تۈركىستان Sherqiy Türkistan), également appelé petite Boukharie, Tartarie chinoise ou Turkestan chinois, est une région d'Asie centrale située dans le bassin du Tarim.
Cette région s'appelait Xiyu (territoires de l'Ouest) sous la dynastie Tang, dont l'empereur Tang Taizong en fit la conquête  au VIIIe siècle ; un khanat ouïghour y fut établi à la chute du Khaganat ouïghour, alors établi sur l'actuelle Mongolie, vers 850. Cette région fut ensuite intégrée dans l'Empire mongol, puis le Khanat dzoungar s'y établit, ce qui lui vaudra le nom de Dzoungarie. La dynastie Qing qui conquiert ce khanat vers 1750 l'appelle Xinjiang, et, depuis les républiques chinoises, région autonome ouïghoure du Xinjiang.
En Occident, elle a été appelée Tartarie chinoise, Dzoungarie et, depuis la seconde moitié du XIXe siècle, Turkestan chinois.

## Histoire

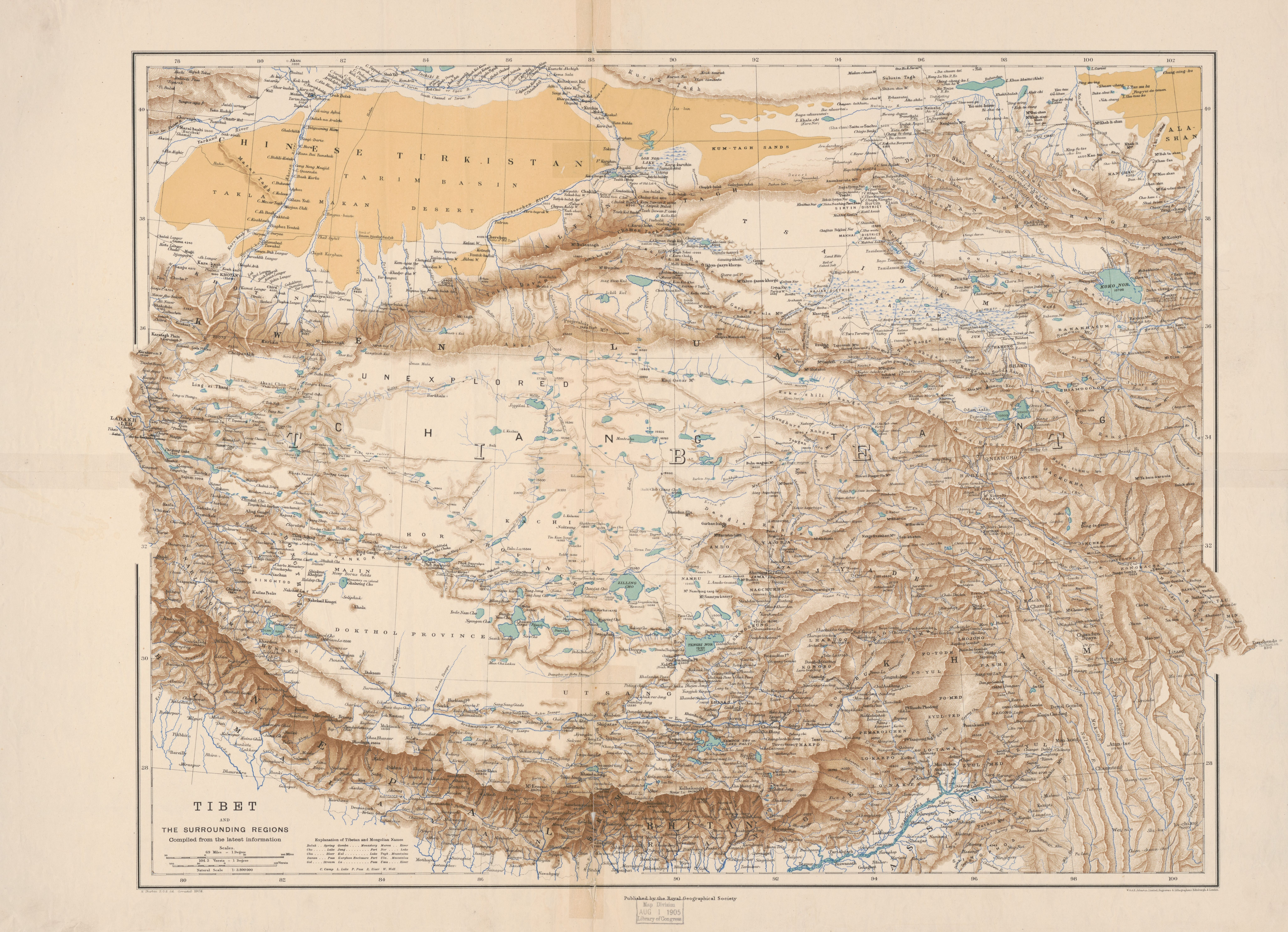
Carte du Tibet et des régions avoisinantes de Henry Scharbau en 1904, comprenant le « Turkestan chinois »

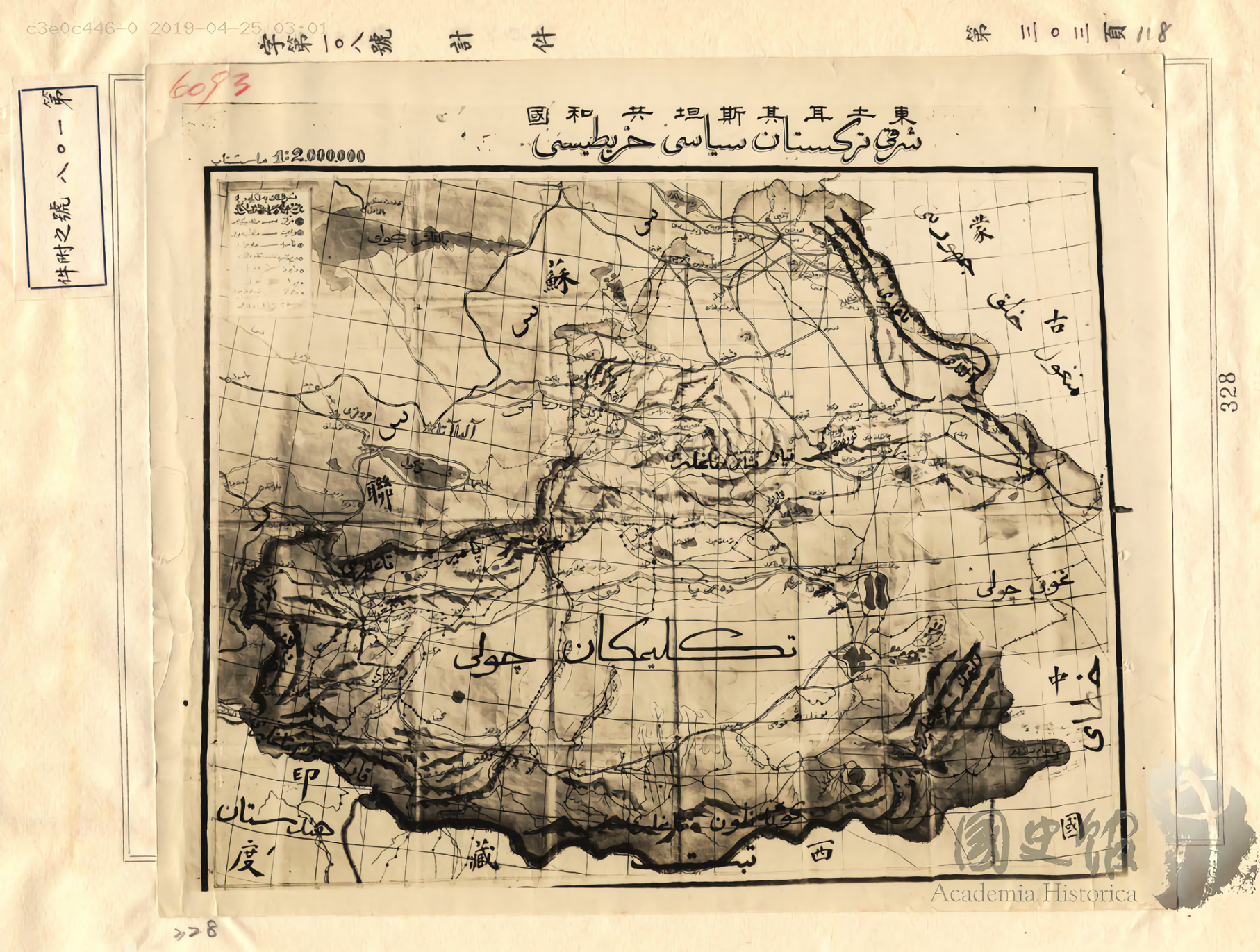
Carte politique de la république soviétique du Turkestan oriental en 1947

Cette région a vu passer différentes cultures, dont la plus ancienne est probablement la culture de Karassouk, à l'âge du bronze.
Les Huns, Tokhariens, Xiongnu, Tadjiks, Turcs (aujourd'hui principalement Ouïghours et Kazakhs), ainsi que les Mongols (principalement Oïrats), Xibe, Mandchous et Hans ont peuplé et peuplent encore en partie, cette région.

## Terminologie et nationalisme contemporain
Le terme « Turkestan » provient du persan signifiant littéralement « le pays des Turcs ». Cependant jusqu'à la conquête et l'unification de cette région par les Mandchous de la dynastie Qing (dernière dynastie ayant régné sur la Chine de 1644 à 1912) où elle prendra le nom de province de Xinjiang (littéralement « nouveau territoire »), on distinguait historiquement et culturellement deux régions distinctes : La Dzoungarie au Nord, composée majoritairement de steppes et peuplée de peuples nomades (Kazakhs, Dzoungares, etc.) et le bassin du Tarim au Sud,  majoritairement désertique et berceau de la brillante civilisation ouïghoure médiévale, organisée autour des cités marchandes des oasis telles que Turfan et Kachgar.
Les termes « Turkestan oriental » ont été proposés au XIXe siècle par les turcologues russes[Lesquels ?] pour remplacer l'ancien terme non qualifié.
À compter du XXe siècle, les séparatistes ouïghours[Lesquels ?] utilisèrent cette appellation pour définir le Xinjiang dans son entier, marquant ainsi l'indépendance d'un futur État. Ce rejet du terme « chinois » provient à la fois d'une volonté de rayer la perspective d'une domination chinoise et de celle d'accentuer le rapprochement avec les groupes turcs de l'Ouest[réf. nécessaire].